# Nigeria ved sommer-OL 2016
Nigeria deltog i Sommer-OL 2016 i Rio de Janeiro, som blev arrangeret i perioden 5. august til 21. august 2016.

## Medaljer
| 2016 Rio de Janeiro | Guld | Sølv | Bronze | Total |
| Nigeria             | 0    | 1    | 0      | 1     |

### Medaljevinderne
| Nigeria under sommer-OL 2016 i Rio de Janeiro | Nigeria under sommer-OL 2016 i Rio de Janeiro | Nigeria under sommer-OL 2016 i Rio de Janeiro | Nigeria under sommer-OL 2016 i Rio de Janeiro | Nigeria under sommer-OL 2016 i Rio de Janeiro |
| Medalje                                       | Navn | Sport                                         | Event                                         | Dato                                          |
| --------------------------------------------- | --- | --------------------------------------------- | --------------------------------------------- | --------------------------------------------- |
| Bronze                                        | Nigerias fodboldhold \| Daniel Akpeyi \| \| John Obi Mikel \| \| \| \| Muenfuh Sincere \| \| Junior Ajayi \| \| \| \| Kingsley Madu \| \| Popoola Saliu \| \| \| \| Shehu Abdullahi \| \| Umar Sadiq \| \| \| \| Saturday Erimuya \| \| Azubuike Okechukwu \| \| \| \| William Troost-Ekong \| \| Ndifreke Udo \| \| \| \| Aminu Umar \| \| Stanley Amuzie \| \| \| \| Oghenekaro Etebo \| \| Usman Mohammed \| \| \| \| Imoh Ezekiel \| \| Emmanuel Daniel \| \| \| | Fodbold                                       | Mændenes turnering                            | august 20                                     |
| Daniel Akpeyi                                 | | John Obi Mikel                                |                                               |                                               |
| Muenfuh Sincere                               | | Junior Ajayi                                  |                                               |                                               |
| Kingsley Madu                                 | | Popoola Saliu                                 |                                               |                                               |
| Shehu Abdullahi                               | | Umar Sadiq                                    |                                               |                                               |
| Saturday Erimuya                              | | Azubuike Okechukwu                            |                                               |                                               |
| William Troost-Ekong                          | | Ndifreke Udo                                  |                                               |                                               |
| Aminu Umar                                    | | Stanley Amuzie                                |                                               |                                               |
| Oghenekaro Etebo                              | | Usman Mohammed                                |                                               |                                               |
| Imoh Ezekiel                                  | | Emmanuel Daniel                               |                                               |                                               |